# Николаева, Ольга Николаевна
Ольга Николаевна Николаева (14 июня 1839 (26 июня 1839) — 3 сентября 1881 (15 сентября 1881)) — русская балерина и балетмейстер.

## Биография
В 1847—1859 годах училась в Московской балетной школе вместе с Прасковьей Лебедевой (педагоги Г. Воронина, Ф. Манохин и Ф. Монтассю). Брала уроки у К. Блазиса и С. П. Соколова. Выступать на сцене начала ещё ученицей. Её дебют состоялся в роли Лизы в балете «Тщетная предосторожность», критика одобрила её технику, но отрицательно отозвалась о актёрских данных. В том же году она выступила в балете Ф. Тальони «Воспитанница Амура» с аналогичной оценкой. После этого она потребовала назначить ей учителя драматического искусства и дирекция театров назначила для этой цели артиста Малого театра И. В. Самарин. После года занятий она дебютировала второй раз в роли Жизели, на этот раз она поразила публику не только техническим мастерством, но и драматической игрой.
Окончив в 1859 году школу она поступила в Большой театр, уже имея в своём репертуаре шесть больших балетов. Выступала на сцене одновременно с П. Лебедевой. Критики отдавали Николаевой приоритет в драматическом искусстве, хотя по технике исполнения приоритет был у Лебедевой. Среди её партий: Пери в одноименном балете Бургмюллера, Пахита в балете Дельдевеза, главная роль в балете «Эсмеральда», Медора в балете Адана и Пуни «Корсар», Катарина в балете Ц. Пуни Катарина, дочь разбойника. Выступала в дивертисментах и пантомимных ролях в операх: «Немая из Портичи» Обера, «Роберт-Дьявол» Мейербера. Особенно удалась ей роль Сибиллы в балете Ц. Пуни «Царь Кандавл». Известна была выступлениями в русских народных танцах, её обычным партнёром был А. М. Кондратьев. Её танцевальная карьера была недолгой. В 1869 году, выступая в роли Жизели, она упала с качающейся ветки и сломала ногу. Лечение прошло достаточно успешно и в 1870 году балерина выступила в балете Ж. Сен-Жоржа и Ж. Мазилье «Сатанилла», но сразу после этого подала в отставку, так как не находила сил выступать как ранее.
Отставка не была принята. Большой театр испытывал нужду в балетмейстерах из-за отъезда К. Блазиса. Она первой из женщин выступила как балетмейстер и занималась возобновлением старых спектаклей, в частности балетов «Эсмеральда» и «Катарина», а также ставила танцы в операх, особенно народные. В роли балетмейстера она выступала до самой смерти в 1881 году.